# Victor Stern
Victor Stern (* 29. Oktober 1885 in Triesch, Österreich-Ungarn; † 27. März 1958 in Potsdam-Babelsberg) war ein kommunistischer Philosoph. Er zählte in den 1920er und 1930er Jahren zu den führenden Köpfen der Kommunistischen Partei der Tschechoslowakei (KPČ). Nach dem Zweiten Weltkrieg lehrte er als Dekan der Philosophischen Fakultät an der Parteihochschule Karl Marx in Liebenwalde und Kleinmachnow.

## Leben
Geboren als Sohn eines Rabbiners besuchte Victor Stern von 1891 bis 1904 die Volksschule und das Gymnasium. Danach ging er nach Wien, wo er bis 1908 studierte und das Studium mit der Promotion zum Dr. phil beendete. Schon zu Beginn seines Studiums trat Stern dabei der Sozialdemokratischen Partei Österreichs bei. Innerhalb dieser konnte er sich vor allem für den Austromarxismus begeistern, eine Strömung, die ab 1904 unter Führung von Otto Bauer in der österreichischen Sozialdemokratie immer mehr an Einfluss gewann. Nach seinem Studium verdiente sich Stern zunächst sein Geld als Privatmittelschullehrer für Mathematik, Physik, Logik und Psychologie. Während des Ersten Weltkriegs war Stern Kriegsteilnehmer, im Verlaufe des Krieges als Offizier. Nach Kriegsende verschlug es ihn nach Berlin, wo er 1919 in die USPD eintrat, bevor er 1920 zur KPD wechselte. Stern nahm 1920/21 an den Ruhrkämpfen teil und wurde daraufhin wegen linker politischer Pressearbeit als Österreicher ausgewiesen.

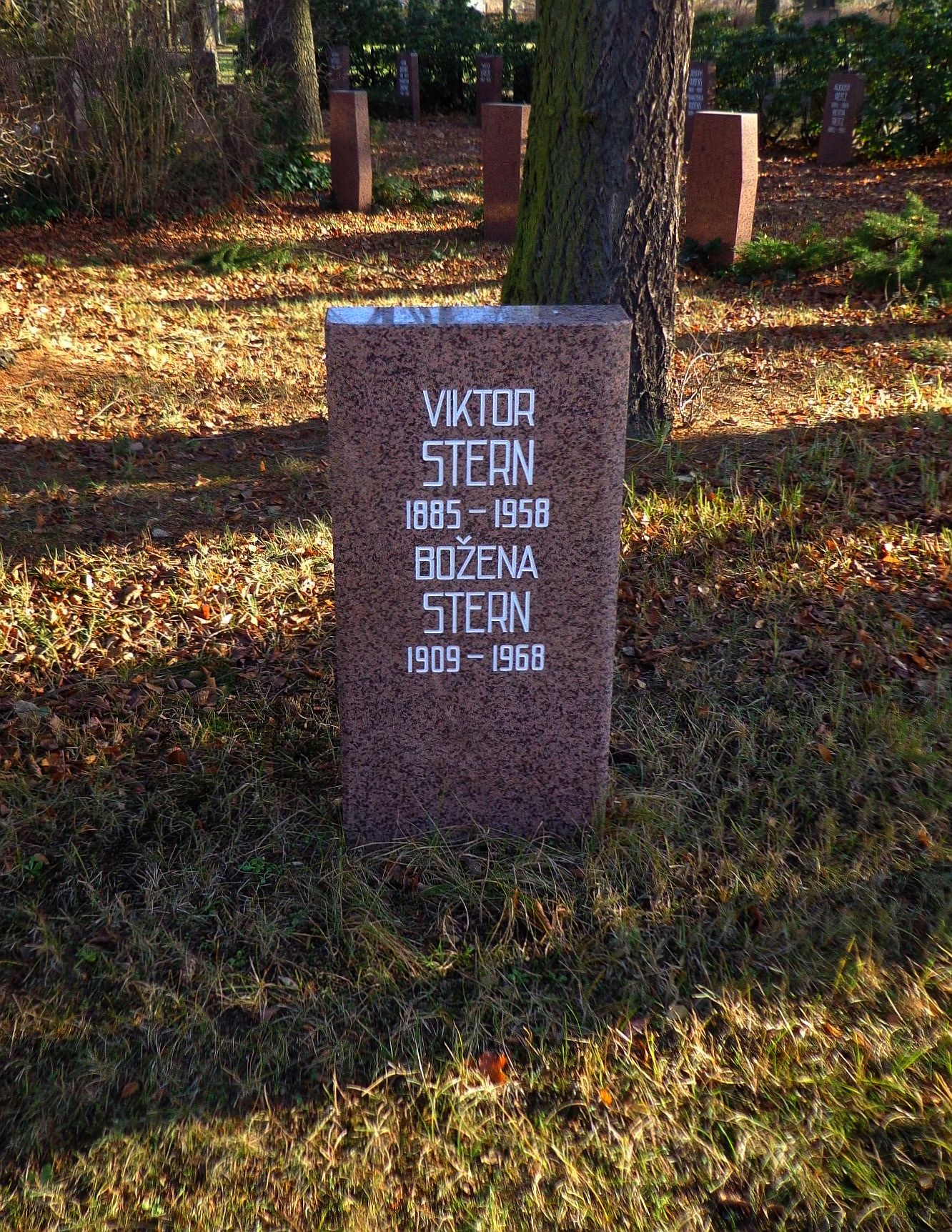
Grabstätte

Nachdem er sich noch einige Zeit illegal in Deutschland aufhielt, kehrte er nach Wien zurück und war 1921/22 Chefredakteur der Wiener Ausgabe der Zeitung „Die Rote Fahne“. Zugleich wurde er Mitglied des politischen Büros der KPÖ, die er im November 1922 als Delegierter auf dem IV. Weltkongress der Kommunistischen Internationale (KI) vertrat. 1923 siedelte Stern in die Tschechoslowakei über und wurde Mitglied der KPČ, in deren Politbüro des Zentralkomitees er 1924 gewählt wurde. Für die KPČ saß er von 1925 bis 1932 als Abgeordneter in der tschechoslowakischen Nationalversammlung. In den Jahren 1925 und 1926 war er zugleich der Vertreter seiner Partei bei der Kommunistischen Internationale in Moskau, wohin er 1935 emigrierte und bis 1945 blieb. Stern wurde in dieser Zeit als Lehrer an der Internationalen Lenin-Schule verpflichtet und arbeitete zudem als Publizist und Propagandist im Apparat der KI, u. a. als Chefredakteur ihres christlichen Rundfunksenders. Für dieses Wirken wurde er 1945 mit dem Orden „Roter Stern“ geehrt.
Stern kehrte in die Tschechoslowakei zurück und war bis 1946 weiterhin in Prag und Moskau tätig. 1946 siedelte Stern in die Sowjetische Besatzungszone über und wurde von der KPČ in die SED übernommen. 1947 bot ihm die Parteiführung die Leitung der Philosophischen Fakultät und den Lehrstuhl für dialektischen und historischen Materialismus an der Parteihochschule Karl Marx an. Dort wurde er 1952 auf Beschluss des ZK der SED Professor. Nach längerer Krankheit wurde er 1955 pensioniert. Bis zu seinem Tod veröffentlichte er einige philosophische Schriften.
Victor Sterns Urne wurde in der Gräberanlage „Pergolenweg“ des Berliner Zentralfriedhofs Friedrichsfelde beigesetzt.

## Ehrungen
- 1945 Orden des Roten Sterns (Sowjetunion)
- 1954 Vaterländischer Verdienstorden in Silber

## Schriften (Auswahl)
- Einführung in die Probleme der Ethik. Wien 1911
- Grundzüge des dialektischen und historischen Materialismus. Berlin 1947
- Stalin als Philosoph. Berlin 1949
- Erkenntnistheoretische Probleme der modernen Physik. Berlin 1952
- Zu einigen Fragen der marxistischen Philosophie. Berlin 1954